# Герб на Казанското царство
Гербът на Казанското царство от тържествения герб на Руската империя представлява сребърен щит, на който е изобразен черен коронован дракон. Езикът, крилата и опашката на дракона са червени, а клюна и ноктите са златни.
Произхода на дракона в казанския герб е свързано с древна местна легенда, според която на мястото на днешния град Казан живял дракон (змей). Българският (волжко-български) цар Саин го победил и изгонил змея. През 1552 г. Казанското ханство е завзето от руските войски, след което към титлата на руските държавници се прибавя „Цар Казански“ и "Княз Български" (от тук произлиза и мита за дядо Иван, според който щом руския цар се титулува като „Княз Български“, то той ще освободи България).
Гербът е увенчан със Казанската шапка. Тя е изработена през 16 век за руския цар Иван IV Грозни по повод на завоюването на Казанското ханство. Подарена e от Иван Грозни на хан Едигер (след покръстване цар Симеон).